# Maciej Witek
Maciej Stanisław Witek (ur. 1973) – polski filozof, dr hab. nauk humanistycznych, profesor nadzwyczajny i dyrektor Instytutu Filozofii i Kognitywistyki Uniwersytetu Szczecińskiego.

## Życiorys
13 listopada 2001 obronił pracę doktorską Deflacyjna koncepcja prawdy, 20 czerwca 2012 habilitował się na podstawie pracy zatytułowanej Spór o podstawy teorii czynności mowy. Otrzymał nominację profesorską. Objął funkcję profesora nadzwyczajnego, a także dyrektora w Instytucie Filozofii i Kognitywistyki na Uniwersytecie Szczecińskim.